# Coppa del Mondo di cricket 1987
La Coppa del Mondo di cricket 1987 (chiamata anche Reliance World Cup) fu la quarta edizione del torneo mondiale di cricket. Fu disputata dall'8 ottobre all'8 novembre 1987 e fu organizzata congiuntamente da India e Pakistan, per la prima volta il torneo si tenne al di fuori dell'Inghilterra e vide la partecipazione di 8 squadre come i precedenti.
La vittoria finale andò alla selezione dell'Australia, che in finale sconfisse l'Inghilterra. Estremamente deludente fu la prestazione della selezione delle Indie Occidentali, che dopo tre finali nelle prime tre edizioni (con due successi nel 1975 e 1979) venne eliminata al primo turno perdendo 3 partite su 6.

## Partecipanti
Al torneo presero parte sette delle otto nazioni full member (il Sudafrica fu bandito a causa dell'apartheid). La restante nazione (Zimbabwe) si qualificò vincendo l'ICC Trophy 1986.

### Gruppo A
- Zimbabwe
- Nuova Zelanda
- India
- Australia

### Gruppo B
- Pakistan
- Inghilterra
- Sri Lanka
- Indie Occidentali

## Formula
La formula rimase uguale a quella del precedente torneo. Le 8 squadre partecipanti furono divise in due gruppi da 4 squadre ciascuno. Ognuno dei gironi era un girone all'italiana in cui le squadre affrontavano tutte le altre del gruppo in partite di andata e ritorno, al termine di tutte le partite del girone le prime due squadre si qualificavano alle semifinali incrociate (la prima di un gruppo con la seconda dell'altro). Le vincenti delle semifinali si giocavano la finalissima.

## Fase a gironi

### Gruppo A

#### Partite
| Data            | Luogo                                             | In battuta (nel I innings)        | Al lancio (nel I innings)              | Risultato                                                                                |
| --------------- | ------------------------------------------------- | --------------------------------- | -------------------------------------- | ---------------------------------------------------------------------------------------- |
| 9 ottobre 1987  | M. A. Chidambaram Stadium Madras, India           | Australia 270/6 (50 overs)        | India 269/all out (49.5 overs)         | AUS vince di 1 run                                                                       |
| 10 ottobre 1987 | Lal Bahadur Shastri Stadium Hyderabad, India      | Nuova Zelanda 242/7 (50 overs)    | Zimbabwe 239/all out (49.4 overs)      | NZL vince di tre runs                                                                    |
| 13 ottobre 1987 | M. A. Chidambaram Stadium Madras, India           | Australia 235/9 (50 overs)        | Zimbabwe 139/all out (49.4 overs)      | AUS vince di 96 runs                                                                     |
| 14 ottobre 1987 | M. Chinnaswamy Stadium Bangalore, India           | India 252/7 (50 overs)            | Nuova Zelanda 236/8 (50 overs)         | IND vince di 16 runs                                                                     |
| 17 ottobre 1987 | Wankhede Stadium Bombay, India                    | Zimbabwe 135/all out (44.2 overs) | India 136/2 (27.5 overs)               | IND vince di 8 wickets                                                                   |
| 18 ottobre 1987 | Jawaharlal Nehru Stadium Indore, India            | Australia 199/4 (30 overs)        | Nuova Zelanda 196/6 (30 overs)         | AUS vince di tre runs Rinviata al 19 per pioggia, ridotta a 30 overs a testa per pioggia |
| 22 ottobre 1987 | Feroz Shah Kotla Delhi, India                     | India 289/6 (50 overs)            | Australia 233/all out (49 overs)       | IND vince di 56 runs                                                                     |
| 23 ottobre 1987 | Eden Gardens Calcutta, India                      | Zimbabwe 227/5 (50 overs)         | Nuova Zelanda 228/6 (47.4 overs)       | NZL vince di 4 wickets                                                                   |
| 26 ottobre 1987 | Sardar Patel Stadium Ahmedabad, India             | Zimbabwe 191/7 (50 overs)         | India 194/3 (42 overs)                 | IND vince di 7 wickets                                                                   |
| 27 ottobre 1987 | Sector 16 Stadium Chandigarh, India               | Australia 251/8 (50 overs)        | Nuova Zelanda 234/all out (48.4 overs) | AUS vince di 17 runs                                                                     |
| 30 ottobre 1987 | Barabati Stadium Cuttack, India                   | Australia 266/5 (50 overs)        | Zimbabwe 196/6 (50 overs)              | AUS vince di 70 runs                                                                     |
| 31 ottobre 1987 | Vidarbha Cricket Association Ground Nagpur, India | Nuova Zelanda 221/9 (50 overs)    | India 224/1 (32.1 overs)               | IND vince di 9 wickets                                                                   |

#### Classifica
| Team          | Pts | Pld | W | L | RR   |
| ------------- | --- | --- | - | - | ---- |
| India         | 20  | 6   | 5 | 1 | 5.41 |
| Australia     | 20  | 6   | 5 | 1 | 5.19 |
| Nuova Zelanda | 8   | 6   | 2 | 4 | 4.89 |
| Zimbabwe      | 0   | 6   | 0 | 6 | 3.76 |

### Gruppo B

#### Partite
| Data            | Luogo                                      | In battuta (nel I innings)               | Al lancio (nel I innings)                  | Risultato                                                                                               |
| --------------- | ------------------------------------------ | ---------------------------------------- | ------------------------------------------ | --- |
| 8 ottobre 1987  | Niaz Stadium Hyderabad, Pakistan           | Pakistan 257/6 (50 overs)                | Sri Lanka 252/all out (49.2 overs)         | PAK vince di 15 runs                                                                                    |
| 9 ottobre 1987  | Jinnah Stadium Gujranwala, Pakistan        | Indie Occidentali 243/7 (50 overs)       | Inghilterra 246/8 (49.3 overs)             | ENG vince di 2 wickets                                                                                  |
| 12 ottobre 1987 | Pindi Club Ground Rawalpindi, Pakistan     | Pakistan 239/7 (50 overs)                | Inghilterra 221 (48.4 overs)               | PAK vince di 18 runs La partita fu sospesa per pioggia e completata il 13 ottobre 1987                  |
| 13 ottobre 1987 | Karachi National Stadium Karachi, Pakistan | Indie Occidentali 360/4 (50 overs)       | Sri Lanka 169/4 (50 overs)                 | WIN vince di 191 runs                                                                                   |
| 16 ottobre 1987 | Gaddafi Stadium Lahore, Pakistan           | Indie Occidentali 216/all out (50 overs) | Pakistan 217/9 (50 overs)                  | PAK vince di 1 wicket                                                                                   |
| 17 ottobre 1987 | Arbab Niaz Stadium Peshawar, Pakistan      | Inghilterra 296/4 (50 overs)             | Sri Lanka 158/8 (45 overs)                 | ENG vince di 108 runs La pioggia interruppe l'innings dello SRI, il target fu ridotto a 267 in 45 overs |
| 20 ottobre 1987 | Karachi National Stadium Karachi, Pakistan | Inghilterra 244/9 (50 overs)             | Pakistan 247/3 (49 overs)                  | PAK vince di 7 wickets                                                                                  |
| 21 ottobre 1987 | Green Park Stadium Kanpur, India           | Indie Occidentali 236/8 (50 overs)       | Sri Lanka 211/8 (50 overs)                 | WIN vince di 25 runs                                                                                    |
| 25 ottobre 1987 | Iqbal Stadium Faisalabad, Pakistan         | Pakistan 297/7 (50 overs)                | Sri Lanka 184/8 (50 overs)                 | PAK vince di 113 runs                                                                                   |
| 26 ottobre 1987 | Sawai Mansingh Stadium Jaipur, India       | Inghilterra 269/5 (50 overs)             | Indie Occidentali 235/all out (48.1 overs) | ENG vince di 34 runs                                                                                    |
| 30 ottobre 1987 | Nehru Stadium Pune, India                  | Sri Lanka 218/7 (50 overs)               | Inghilterra 219/2 (41.2 overs)             | ENG vince di 8 wickets                                                                                  |
| 30 ottobre 1987 | Karachi National Stadium Karachi, Pakistan | Indie Occidentali 258/7 (50 overs)       | Pakistan 230/9 (50 overs)                  | WIN vince di 28 runs                                                                                    |

#### Classifica
| Team              | Pts | Pld | W | L | RR   |
| ----------------- | --- | --- | - | - | ---- |
| Pakistan          | 20  | 6   | 5 | 1 | 7.01 |
| Inghilterra       | 16  | 6   | 4 | 2 | 5.14 |
| Indie Occidentali | 12  | 6   | 3 | 3 | 5.16 |
| Sri Lanka         | 0   | 6   | 0 | 6 | 4.04 |

## Eliminazione diretta
|  | Semifinali  | Semifinali  | Semifinali  |             |           | Finale    | Finale | Finale |  |
|  |             |             |             |             |           |           |        |        |  |
|  | Australia   | Australia   | 267/6       |             |           |           |        |        |  |
|  | Australia   | Australia   | 267/6       |             |           |           |        |        |  |
|  | Pakistan    | Pakistan    | 249/ao      |             |           |           |        |        |  |
|  | Pakistan    | Pakistan    | 249/ao      |             | Australia | Australia | 253/5  |        |  |
|  |             |             |             |             | Australia | Australia | 253/5  |        |  |
|  |             |             | Inghilterra | Inghilterra | 246/8     |           |        |        |  |
|  | Inghilterra | Inghilterra | Inghilterra | Inghilterra | 246/8     | 254/6     |        |        |  |
|  | Inghilterra | Inghilterra |             |             |           |           |        |        |  |
|  | India       | India       | 219/ao      |             |           |           |        |        |  |

### Semifinali
| Data            | Luogo                            | In battuta (nel I innings)   | Al lancio (nel I innings)         | Risultato            |
| --------------- | -------------------------------- | ---------------------------- | --------------------------------- | -------------------- |
| 4 novembre 1987 | Gaddafi Stadium Lahore, Pakistan | Australia 267/6 (50 overs)   | Pakistan 249/all out (49.2 overs) | AUS vince di 18 runs |
| 5 novembre 1987 | Wankhede Stadium Bombay, India   | Inghilterra 254/6 (50 overs) | India 219/all out (45.3 overs)    | ENG vince di 35 runs |

### Finale
| Data            | Luogo                        | In battuta (nel I innings) | Al lancio (nel I innings)    | Risultato           |
| --------------- | ---------------------------- | -------------------------- | ---------------------------- | ------------------- |
| 8 novembre 1987 | Eden Gardens Calcutta, India | Australia 253/5 (50 overs) | Inghilterra 246/8 (50 overs) | AUS vince di 7 runs |